# مارك هارت
مارك هارت (بالإنجليزية: Mark Hart)‏ هو موسيقي ومنتج أسطوانات وعازف قيثارة أمريكي، ولد في 2 يوليو 1953 في فورت سكوت في الولايات المتحدة.

## وصلات خارجية
- مارك هارت على موقع IMDb (الإنجليزية)
- مارك هارت على موقع ميوزك برينز (الإنجليزية)
- مارك هارت على موقع أول موفي (الإنجليزية)
- مارك هارت على موقع ديسكوغز (الإنجليزية)
- مارك هارت على موقع قاعدة بيانات الفيلم (الإنجليزية)
- مارك هارت على موقع كينوبويسك (الروسية)